# 杉原荒太
杉原 荒太（すぎはら あらた、1899年8月28日 – 1982年1月20日）は、日本の政治家、外交官。参議院議員（4期）。防衛庁長官（第3代）。

## 来歴
佐賀県杵島郡中通村（後の山内町、現武雄市）に生まれる。
1917年旧制鹿島中学校卒業。旅順中学校を経て1922年大阪市立高等商業学校（後の大阪市立大学）を卒業後。外務省に入省。アメリカ合衆国ヴァーモント大学に留学、卒業する。
帰朝後は南京総領事、本省法規課長、企画課長、大東亜省総務局長、外務省調査局長、同条約局長を歴任。
戦後、首相となった吉田茂とは何かと対立し、1946年いわゆる“Y項パージ”で外務省を追放され、弁護士となる。
1950年、第2回参議院議員通常選挙に自由党から佐賀選挙区にて立候補し当選を果たす。
鳩山一郎の外交ブレーンとなり、日ソ国交回復交渉の裏方役として活躍する。1955年第2次鳩山一郎内閣で防衛庁長官として入閣するが、核兵器搭載が可能と言われたミサイル「オネスト・ジョン」の国内持ち込み問題などの対応に追われ、「国防会議構成法案」の廃案を期に辞任する。
鳩山退陣後は藤山派に所属したが、1968年南条徳男や平井太郎らとともに福田派に転じた。
参院外務委員長、自由民主党参院政策審議会長、同党紀委員長を歴任。1972年秋の叙勲で勲一等瑞宝章受章（勲四等からの昇叙）。1974年政界を引退する。同年、功績を称えて山内町は名誉町民を贈り、1976年に山内公民館前に胸像と功績碑を建てた。
1982年1月20日、脳出血のため死去、82歳。死没日をもって正五位から従三位に叙される。

## 著書
- 『外交の考え方』（鹿島研究所出版会、1965年）